# إي إم آي
مجموعة إي إم آي المحدودة (بالإنجليزية: EMI Group Limited)‏ كانت شركة إنجليزية لصناعة الموسيقى، وكانت تعتبر رابع أكبر شركة في العالم تعمل في هذا المجال، وكانت أيضا تعمل في مجال نشر وتوزيع الموسيقى ومقرها في نيويورك بالولايات المتحدة الأمريكية.

## تاريخ الشركة
تكونت الشركة في مارس 1931 بدمج شركة جرامافون وشركة كلومبيا جرامافون الإنجليزيتين، وهذه الشركة الجديدة أنتجت التسجيلات الموسيقية والعديد من الأجهزة الموسيقية.

## وصلات خارجية
- الموقع الرسمي